# Sara Gilbert
För den brittiska immunologen Sarah Gilbert, se Sarah Gilbert
Sara Rebecca Gilbert, född Abeles den 29 januari 1975 i Santa Monica, Kalifornien, är en amerikansk skådespelare. 
Sara Gilberts mor Barbara Abeles var tidigare gift med skådespelaren Paul Gilbert, från vilken Sara tagit sitt efternamn. Sara Gilbert är halvsyster till skådespelarna Melissa Gilbert och Jonathan Gilbert. Hon är också svägerska till Bruce Boxleitner. 
Den roll som Sara Gilbert är mest känd för är den som Darlene Conner i komediserien Roseanne. Man har även kunnat se henne i dramaserien Cityakuten i rollen som Jane Figle och som den återkommande rollfiguren Lesley Winkle i sitcom-serien The Big Bang Theory.
Sara Gilbert blev tillsammans med Allison Adler 2001. De har två barn ihop; sonen Levi Hank Gilbert-Adler, född av Adler i oktober 2004, och dottern Sawyer, född av Gilbert 2 augusti 2007.[källa behövs] Gilbert kom ut offentligt som lesbisk 2010. Gilbert och Adler separerade i augusti 2011.
Gilbert blev sedan tillsammans med låtskrivaren och frontpersonen i 4 Non Blondes Linda Perry.  Gilbert och Perry förlovade sig i april 2013. Gilbert och Perry gifte sig 30 mars 2014. Den 9 september 2014 berättade Gilbert i The Talk att hon väntar barn.

## Filmografi (urval)

### Film
- 2000 – High Fidelity
- 2001 – Pojkarna i mitt liv

### TV
- 1988-1997 – Roseanne
- 1992 – Simpsons, avsnitt New Kid on the Block (gäströst)
- 2003 – Will & Grace, avsnitt Fanilow (gästroll)
- 2004-2007 – Cityakuten
- 2007 – Private Practice
- 2007-2016 – The Big Bang Theory